# ویسبادن-نوردوشت
ویسبادن-نوردوشت (به آلمانی: Wiesbaden-Nordost) یک منطقهٔ مسکونی در آلمان است که در ویسبادن واقع شده‌است. ویسبادن-نوردوشت  ۲۲٬۶۱۰ نفر جمعیت دارد.